# Lumbricalus vivianneae
Lumbricalus vivianneae är en ringmaskart som beskrevs av Carrera-Parra 2004. Lumbricalus vivianneae ingår i släktet Lumbricalus och familjen Lumbrineridae. Inga underarter finns listade i Catalogue of Life.